# Miley Cyrus
Miley Ray Cyrus (rojena kot Destiny Hope Cyrus) je ameriška pop pevka, tekstopiska in filmska ter televizijska igralka, rojena 23. november 1992 v Nashville, Tennessee, Združene države Amerike.
Zaslovela je kot najstniška zvezdnica televizijske serije Disneyjevega kanala Hannah Montana, kjer je igrala glavno vlogo, Miley Stewart/Hannah Montana.
Miley Cyrus je posnela glasbo za soundtracke svoje televizijske serije Hannah Montana, Hannah Montana (2006) in Hannah Montana 2/Meet Miley Cyrus (2007), ki ju je izdala založba Walt Disney Records. Z uspehom franšize Hannah Montana je tudi Miley Cyrus sama postala najstniški idol. V letu 2007 je Miley Cyrus podpisala pogodbo z založbo Hollywood Records in tako začela s samostojno glasbeno kariero. Še istega leta je pričela s svojo prvo turnejo, Best of Both Worlds Tour, na kateri je promovirala tako samo sebe kot svoj lik, Hannah Montana, v istoimenski televizijski seriji. Turnejo so nazadnje pretvorili tudi v dobro prodajan koncertni film, imenovan Hannah Montana & Miley Cyrus: Best of Both Worlds Concert (2008). V letu 2008 je Miley Cyrus izdala svoj prvi samostojni album, Breakout (2008), ki je dosegel velik komercialni uspeh.
S svojo filmsko kariero je Miley Cyrus pričela leta 2008, ko je glas posodila »Penny« v animiranem filmu Bolt (2008). Istega leta je prejela nominacijo za zlati globus v kategoriji za »najboljšo originalno pesem« za Boltovo uvodno pesem, »I Thought I Lost You«, ki jo je izvedla skupaj z Johnom Travolto. S svojo vlogo Miley Stewart/Hannah Montane je nadaljevala tudi v filmu, ki je temeljil na seriji, Hannah Montana: The Movie (2009). Soundtrack za film jo je predstavil novemu občinstvu, saj so bile njene pesmi bolj country in adult contemporary usmerjene.
Svojo odraslo sliko je Miley Cyrus v letu 2009 z izdajo The Time of Our Lives (2009), EP-ja, ki jo je predstavil pop občinstvu, kasneje pa je posnela tudi film Poslednja pesem (2010), mladinski dramski film. V EP The Time of Our Lives je vključen tudi njen najbolje prodajani singl, »Party in the U.S.A.« (2009). Njen tretji glasbeni album, Can't Be Tamed, je izšel leta 2010 in je njenemu občinstvu predstavil nov dance-pop zvok. Videospot in besedilo glavnega singla iz albuma, »Can't Be Tamed«, predstavita veliko bolj seksualizirano podobo glasbenika. Miley Cyrus se je leta 2010 na Forbesovi lestvici »najvplivnejših ljudi« uvrstila na trinajsto mesto.

## Zgodnje življenje in družina
Miley Ray Cyrus se je kot Destiny Hope Cyrus rodila materi Leticii »Tish« Cyrus (rojeni Finley) in očetu, country pevcu in igralcu, Billyju Rayju Cyrusu. Njena starša sta ime »Destiny Hope«, ki v slovenščini pomeni »usoda« in »upanje«, izbrala, ker sta verjela, da bo njuna hčerka delala velike stvari. Njen vzdevek je že v otroštvu postal »Smiley« in kasneje »Miley«, saj se je kot dojenček kar naprej smehljala. Miley Cyrus boleha za srčno boleznijo, ki povzroča tahikardijo, ki sicer ni nevarna, vendar je moteča.
Njena starša sta se kljub nasprotovanju založbe njenega očeta, en mesec po njenem rojstvu, natančneje 28. decembra 1992, skrivno poročila. Po zakonu je Miley Cyrus dobila dva polbrata in polsestro: Trace in Brandi, Tishina otroka iz prejšnjega zakona ter Christopher Cody, sin Billyja Rayja Cyrusa iz prejšnjega razmerja. Billy Ray Cyrus je Tracea in Brandi posvojil, ko sta bila ta dva še zelo majhna. Miley Cyrus ima še enega polbrata, Christopherja Codyja, sina Billyja Rayja Cyrusa, ki je bil rojen istega leta, kot ona; odraščal je skupaj s svojo mamo v Južni Karolini. Paru sta se kasneje rodila še dva otroka, Braisona in Noah. Njena botra je ameriška glasbenica Dolly Parton. Je vnukinja ameriškega demokratičnega politika Ronalda Rayja Cyrusa, s katerim si je bila pred njegovo smrtjo zelo blizu. Po letu 2006, ko je njen dedek umrl, je veliko stvari naredila njemu v čast: ime svojega lika iz filma Poslednja pesem, »Ronnie«, je Cyrusova izbrala v čast svojemu dedku, pesem »I Miss You«, ki jo je napisala in zapela sama, je posvetila njemu, svoje ime pa je v »Miley Ray Cyrus« spremenila tudi njemu v čast. Njen oče je dejal: »Veliko ljudi pravi, da je Miley svoje ime spremenila v Miley Ray zaradi mene, Billy Ray, vendar to ni res. To je naredila v čast mojemu očetu, saj sta se imela oba zelo rada.«
Odrasla je na 500 arov veliki kmetiji svojih staršev izven Nashvillea, v Franklinu, Tennessee ter se šolala na osnovni šoli z imenom Heritage. Vzgojena je bila v duhu krščanske vere in redno obiskovala cerkev do leta 2005, ko se je preselila v Hollywood in se spremenila v baptistko. Miley Cyrus je afiniteto za nastopanje že kot majhen otrok, vendar igranja ni vzela resno do osmega leta starosti. Tudi nekateri drugi bratje in sestre iz njene družine so se lotili ustvarjalnega posla: pol-brat Trace je postal kitarist in vokalist electronic pop glasbene skupine Metro Station, sestra Noah je postala igralka in pol-sestra Brandi kitaristka.

## Kariera

### 2001–2005: Zgodnje delo
V letu 2001, ko je imela Miley Cyrus osem let, se je z družino preselila v Toronto, Kanada, kjer je njen oče snemal televizijsko serijo Doc. Dejala je, da je v tistem času pogosto opazovala očeta na snemanju in si takrat tudi sama želela postati igralka. Po tem, ko jo je Billy Ray odpeljal na ogled gledališke igre Mamma Mia! v gledališču Royal Alexandra Theatre, ga je zgrabila za roko in mu dejala: »To si želim početi, očka. Rada bi bila igralka.« Začela je hoditi na učne ure petja in igranja v studiju Armstrong Acting Studio v Torontu. Njena prva vloga je bila vloga Kylie v seriji Doc. Leta 2003 je Miley Cyrus pod svojim pravim imenom zaigrala »mlajšo Ruthie« v filmu Tima Burtona, Velika riba.
Pri enajstih letih je Miley Cyrus prvič slišala za televizijsko serijo Hannah Montana, Disney Channelovo televizijsko serijo o šolarki s skrivnim dvojnim življenjem kot najstniška pop zvezda. Miley Cyrus je poslala posneto avdicijo za vlogo »najboljše prijateljice«, vendar so jo producenti kasneje vprašali, če bi se rajši potegovala za glavno vlogo, vlogo »Chloe Stewart«. Potem, ko je posnela novo avdicijo in odletela v Hollywood, da bi se udeležila tudi drugih avdicij, so ji povedali, da je premlada in premajhna za vlogo. Vlogo je najprej dobila dve leti starejša pevka in igralka Joanne »JoJo« Levesque, ki pa jo je zavrnila. Kakorkoli že, njena vztrajnost in sposobnost petja poleg igranja sta producente pripravili do tega, da so jo povabili na naslednje avdicije. Nazadnje je pri dvanajstih letih dobila glavno vlogo, ki jo je preimenovala v »Miley Stewart«, po sebi.
Ko se je njena kariera začela, je Tish Cyrus v zvezi z njeno kariero sklenila veliko odločitev, ki jih je javnost kritizirala. Podpisala je pogodbo z Mitchellom Gossettom, vodjo mladinskega oddelka agencije Cunningham Escott Slevin Doherty. Gossett, ki je specializiran za ustvarjanje otroških zvezd, je Miley Cyrus prepričal, naj gre na avdicijo za serijo Hannah Montana in ima velike zasluge za njeno »odkritje«. Glede njene glasbene kariere je mama Miley Cyrus, Tish Cyrus, sledila nasvetu Dolly Parton, pevke in botre Miley Cyrus, ter sklenila pogodbo z Jasonom Moreyjem iz založbe Morey Management Group. »Dolly je dejala, da so Moreyjevi ljudje, ki jim glede svoje hčerke lahko zaupam,« je kasneje povedala Tish Cyrus. »Povedala je, da imajo dobre morale, kar je v tem poslu precej redko.« Po poročilih revije revije The Hollywood Reporter, je bil nasvet Dolly Parton »najboljši nasvet, kar jih je Tish Cyrus kdaj dobila glede kariere svoje hčere.« Tish je zaposlila tudi poslovnega menedžerja Billyja Rayja Cyrusa za upravljanje s financami njene hčere. Tish se še naprej odloča glede mnogih odločitvah glede kariere. Za izobrazbo se je Miley Cyrus vpisala na program, imenovan Možnosti za zakupno šolanje mladih (Options for Youth Charter Schools) ter s privatnim mentorjem študira na snemanju njene televizijske serije.

### 2006–2007: Uspeh serijeHannah Montana
Serija Hannah Montana je postala velika uspešnica in Miley Cyrus je zaradi nje prejela status najstniškega idola, kot je napisala revija The Daily Telegraph. Serija se je prvič predvajala 26. marca 2006 in takoj prejela največje občinstvo, kar jih je kdaj imela katerakoli Disney Channelova televizijska serija. Kmalu je serija postala ena izmed najuspešnejših serij v tistem času, s čimer se je povečalo premoženje in slava Miley Cyrus. Time je poročala, da je za »fenomen[alen]« uspeh Miley Cyrus delno zaslužen njen talent, delno pa tudi »Disney, ki jo je naučil, kako uporabljati njihovo obsežno, multimedijsko gospodarstvo« ter serija Hannah Montana. Miley Cyrus je nazadnje postala prva oseba, ki je z založbo The Walt Disney Company sklenila pogodbo za filme, televizijska dela, potrošniške izdelke in glasbo.
Njen prvi singl, »The Best of Both Worlds«, je hkrati tudi uvodna pesem za serijo Hannah Montana, ki je izšel 28. marca 2006. Pesem »The Best of Both Worlds« so napisali za lik »Hannah Montana«, najstniško pop zvezdo, ki jo zaigra Miley Cyrus v istoimenski seriji. Kot v ostalih pesmih, ki so jih napisali za Hannah Montano, je tudi v tej Miley Cyrus, ko pesem izvaja, preoblečena v svoj lik. Prva pesem, ki jo je Miley Cyrus izdala pod svojim lastnim imenom, je njena verzija pesmi Jamesa Basketta, »Zip-a-Dee-Doo-Dah« in je izšla 4. aprila tistega leta v albumu DisneyMania 4. Preoblečena v Hannah Montano je Miley Cyrus nastopila kot spremljevalna glasbenica na dvajsetih koncertih turneje skupine The Cheetah Girls, imenovane The Party's Just Begun Tour, ki se je začela 15. septembra leta 2006. 24. oktobra istega leta je založba Walt Disney Records izdala prvi soundtrack Hannah Montana. 
Od devetih pesmi v albumu je Miley v osmih nastopala kot »Hannah Montana« in samo v enem, ki je bil hkrati tudi duet z njenim očetom, Billyjem Rayjem Cyrusom, naslovljen kot »I Learned from You«, nastopala kot ona. Glasbeni album je dosegel prvo mesto na lestvici Billboard 200.
Druga sezona serije Hannah Montana se je prvič predvajala 23. aprila 2007 in trajala do 12. oktobra 2008. Miley Cyrus je podpisala pogodbo za štiri albume z Disneyjevo založbo Hollywood Records in 26. junija 2007 izdala dvojni glasbeni album. Prvi CD v albumu je bil drugi soundtrack iz televizijske serije Hannah Montana, medtem ko je bil drugi prvi glasbeni album Miley Cyrus, naslovljen kot Meet Miley Cyrus, ki ga je objavila pod lastnim imenom. Album je zasedel prvo mesto na lestvici Billboard 200 in kasneje prejel trikratno platinasto certifikacijo s strani organizacije Recording Industry Association of America (RIAA). Album Meet Miley Cyrus je najprej izdal pesem »See You Again«, prvi singl, ki ga je Miley Cyrus izdala pod lastnim imenom in hkrati tudi njen prvi singl, ki se je uvrstil med prvih deset pesmi na lestvici Billboard Hot 100. Jeseni 2007 je Miley Cyrus pričela s svojo prvo turnejo, Best of Both Worlds Tour, da bi promovirala svoj prvi glasbeni album Meet Miley Cyrus in soundtracke za serijo Hannah Montana. Z Jonas Brothers, Aly & AJ in Everlife, ki so poleg nje tudi nastopili na turneji, je Miley Cyrus turnejo vodila od 17. oktobra 2007 do 31. januarja 2008 in obiskala mesta v Združenih državah Amerike in Kanadi. Vstopnice za turnejo so se prodale v nekaj minutah. Tiskovni predstavnik organizacije Ticketmaster je uradno povedal: »Ljudje, ki so v tem poslu že tako dolgo gledajo te dogodke in pravijo, da se je kaj takega zgodilo samo še pri Beatlih in Elvisu.«

### 2008–2009:Breakout, tranzicija in začetek filmske kariere
Po koncu turneje Best of Both Worlds Tour januarja 2008 je založba Walt Disney Pictures 1. februarja tistega leta izdala 3-D koncertni film turneje, imenovan Hannah Montana & Miley Cyrus: Best of Both Worlds Concert. Film naj bi en teden predvajali tudi v kinematografih. Zaslužil je 29 milijonov $, kar je pomenilo okoli 42.000 $ na en kinematograf, dvakrat več, kot so pričakovali, kar je založbo prepričalo, da so podaljšali predvajanje filma za nedoločen čas. »Otrok, ki niso mogli priti na koncert, ne želimo odvrniti od kinematografov,« je povedal Chuck Viane, vodja Disneyjeve distribucije. Filmov soundtrack je preko založb Walt Disney Records in Hollywood Records izšel 11. marca 2008 in takoj zasedel tretje mesto na lestvici Billboard 200.
22. julija 2008 je izšel drugi glasbeni album Miley Cyrus, ki ga je izdala pod lastnim imenom, Breakout. Cyrusova je dejala, da jo je za album navdihnilo »njeno življenje zadnjih nekaj let«. Sodelovala je pri pisanju osmih od dvanajstih pesmi v albumu. »Pisanje pesmi je nekaj, kar bi si želela delati vse moje življenje, za vedno, [...] Upam samo, da bodo ti posnetki pokazali, da sem bolj kot vse drugo, tekstopiska,« je povedala. Album je dosegel prvo mesto na lestvici Billboard 200, njegov glavni singl, »7 Things«, pa je zasedel deveto mesto na lestvici Billboard Hot 100. Miley Cyrus je vodila podelitev nagrad CMT Music Awards 2008 s svojim očetom v aprilu in podelitev nagrad Teen Choice Awards sama v avgustu 2008. Glas je posodila liku »Penny« v animiranem filmu iz leta 2008, Bolt, ki je izšel 21. novembra tistega leta in prejel velik kritični uspeh. Miley Cyrus je sonapisala pesem »I Thought I Lost You« in jo nato za film tudi posnela, v duetu z Johnom Travolto. Pesem je prejela nominacijo za zlati globus. V septembru 2009 je posnela dobrodelni singl »Just Stand Up!« za podporo organizacij Stand Up to Cancer in City of Hope, ki raziskujeta raka. Postala je tudi del organizacije za varovanje okolja, Disney's Friends for Change, za katero je poleg ostalih Disney Channelovih zvezd posnela dobrodelni singl »Send It On«.
Miley Cyrus je z bolj odraslo sliko pričela že pozno leta 2008, ko so se njeni predstavniki začeli pogajati za sklenitev pogodbe z Nicholasom Sparksom, da bi napisal scenarij in roman, s katerim bi se lahko Miley Cyrus predstavila tudi občinstvu, starejšemu od njenih mladih oboževalcev, ki so jo spoznali preko serije Hannah Montana. Nicholas Sparks in njegov sotekstopisec Jeff Van Wie sta ustvarila roman Poslednja pesem. Pomembno je bilo, da Miley Cyrus v filmu ne bi pela: »Nisem si želela peti v še enem filmu. Tega ne želim početi več. Pojma nimate, koliko muzikalov se je pojavilo pred mojimi vrati. Želela sem posneti nekaj malce bolj resnega.« V marcu 2009 je Miley Cyrus objavila avtobiografijo Miles To Go, zbirko spominov, ki jo je napisala v sodelovanju z Hilary Liftin in je dokumentirala njeno življenje do šestnajstega leta. Kot Miley Stewart/Hannah Montana je zaigrala v filmu Hannah Montana (film)|Hannah Montana: The Movie]], ki je izšel 10. aprila 2009. Oba, film in soundtrack, v katerem je Miley Cyrus zapela dvanajst pesmi, sta prejela velik komercialni uspeh. Glavni singl soundtracka, »The Climb«, se je uvrstil med prvih štirideset pesmi na lestvicah v dvanajstih državah in Miley Cyrus predstavil tudi občinstvu zunaj njenih tipičnih oboževalcev teen popa. Po koncu tretje sezone serije Hannah Montana, ki se je končala 5. junija 2009, je Miley Cyrus nameravala končati s projektom, vendar je Disney želel ohraniti in uveljaviti svoje možnosti za četrto sezono.
Produkcija filma Poslednja pesem se je pričela 15. junija 2009 in končala 18. avgusta 2009. Med tem časom je Miley Cyrus izdala tudi tretji soundtrack za serijo Hannah Montana 3, posnela svoj prvi EP, imenovan The Time of Our Lives in izdala njegov prvi singl, »Party in the USA«. Miley Cyrus je o EP-ju povedala: »Je tranzicijski album. ... Zares sem si želela ljudem predstaviti svoj novi projekt kot nekaj, kar zveni všečno.« Pesem »Party in the USA« je pristala na drugem mestu lestvice Billboard Hot 100, kar do danes ostaja njen največji dosežek na tej lestvici. EP The Time of Our Lives je izšel skupaj z modno linijo oblačil, ki jo je Miley Cyrus oblikovala v sodelovanju z modnim oblikovalcem Maxom Azrio, preko trgovine Wal-Mart.
14. septembra leta 2009 je Miley Cyrus začela s svojo turnejo Wonder World Tour za promocijo njenega albuma Breakout in EP-ja The Time of Our Lives. Turneja se je končala 29. decembra leta 2010. 7. decembra leta 2009 je nastopala kraljici Elizabeti II. Britanski in ostalim članom britanske kraljeve družine v Blackpoolu, Anglija, skupaj z ameriško pop pevko Lady GaGa.

### 2010 dalje:Can't Be Tamedin filmska kariera
Produkcija četrte sezone za serijo Hannah Montana se je začela 18. januarja leta 2010. Po posledicah potresa na Haitiju leta 2010 je Miley Cyrus posnela dva dobrodelna singla, »We Are the World: 25 for Haiti« in »Everybody Hurts«. Njen tretji glasbeni album, Can't Be Tamed, je izšel 21. junija 2010. Prvi singl iz albuma je pesem »Can't Be Tamed«. Singl je izšel 18. maja 2010 in se na lestvici Billboard Hot 100 uvrstil na osmo mesto. Kostumi in ples Miley Cyrus za promoviranje albuma so bili veliko bolj provokativni kot pri njenih prejšnjih nastopih, kar je povzročilo veliko ogorčenje javnosti. Miley Cyrus po izidu albuma kljub uspehu namerava opustiti svojo glasbeno kariero in se raje osredotočiti na svojo filmsko kariero. Povedala je: »Nikoli se nisem učila igranja ali kaj podobnega, kar pa ne pomeni, da raznih učnih ur ne potrebujem, ker sem prepričana, da jih [...] Po vsej verjetnosti si bom dobila učitelja igranja.« Odločila se je, da bo opustila tudi šolanje na kolidžu zaradi istega razloga: »Verjamem, da greš lahko nazaj v kakršni koli starosti, saj se je moja babica na kolidžu šolala v starosti dvainšestdesetih let [...] Za zdaj se zares želim osredotočiti na svojo igralsko kariero. Trdo sem delala, da sem prišla do sem, kjer sem zdaj, in v tem želim uživati, dokler traja.«
Miley Cyrus je zaigrala tudi v filmu Poslednja pesem, je izšel 31. marca 2010 in je prejel nekoliko slabše ocene s strani kritikov, tako kot njen nastop. Kljub temu je film prejel velik komercialni uspeh in zaslužil 88 milijonov $ po vsem svetu. Sodeč po reviji Exhibitor Relations film predstavlja »uspešno tranzicijo Miley Cyrus k odraslim vlogam.«
Četrta in zadnja sezona televizijske serije Hannah Montana, poznana tudi pod imenom Hannah Montana za vedno (Hannah Montana Forever) se je začela predvajati na Disney Channelu 11. julija 2010. Produkcija serije se je začela 18. januarja 2010 in končala 14. maja 2010. Je edina sezona serije, ki je bila snemana v visoki ločljivosti. V tej sezoni lik Mitchela Mussa, Oliver Oken, postane stranski lik ter ni več del glavne igralske zasedbe.
Od decembra 2010 je potrjeno, da bo Miley Cyrus leta 2011 zaigrala še v dveh različnih filmih: LOL: Laughing Out Loud in So Undercover. V filmu LOL, ki je različica istoimenske francoske najstniške komedije, bo imela Miley Cyrus vlogo »hčerke, ki se druži z napačnimi otroci in tako zapade v droge in ponavlja razred, vendar ima njena mama o njej še vedno popolno predstavo.« Miley Cyrus sama je povedala, da »sem se kar zaljubila v to zgodbo.« Njen lik v filmu izgubi nedolžnost, kadi konopljo, veliko zapravlja in dve dekleti poljubi na ustnice. akcijski komedija So Undercover naj bi izšla leta 2011. V filmu ima vlogo »težkega dekleta, ki pozna pravila ulice, ki ga FBI najame zato, da se pod krinko vpiše na kolidž in raziskuje neko nevarno sesterstvo.« Za vlogo se bo naučila uličnega pretepanja.
5. marca 2011 je Miley Cyrus gostila oddajo Saturday Night Live, kjer je nastopila z različnimi skeči. Zapela je tudi nekaj pesmi o raznih kontroverznostih, kot je incident s kajenjem trave, fotografija, na kateri s prijateljico je sladkarijo Twizzler in »plesanje ob drogu« na podelitvi nagrad Teen Choice Awards, nazadnje pa je dejala: »Žal mi je, ker nisem popolna.«
Marca 2011 je njen oče, Billy Ray Cyrus, na pogovorni oddaji The View potrdil, da je Miley Cyrus s producentom Dr. Lukeom pričela načrtovati svoj nov album, kljub temu, da je slednja pred tem dejala, da se bo v prihodnosti osredotočila predvsem na svojo igralsko kariero. Istega meseca je Miley Cyrus preko Facebooka potrdila, da se bo vrnila v glasbeno industrijo in pričela s svojo novo turnejo, imenovano Gypsy Heart Tour, s katero bo promovirala album Can't Be Tamed. S turnejo je pričela 29. aprila v Latinski Ameriki, končala pa 2. julija v Avstraliji.

## Javna podoba in zasebno življenje
Miley Cyrus je kristjanka. V intervjuju za USA Today je Cyrusova povedala, da je njena vera »glavna stvar« in razlog, zaradi česar se je zaposlila v Hollywoodu. V intervjuju z revijo Parade je dejala, da redno obiskuje cerkev skupaj s svojo družino. V intervjuju z revijo Christianity Today je njen oče, Billy Ray Cyrus, rekel: »Biti Kristjan za nas pomeni, da verjamemo v nebesa.« in »V Franklinu smo imeli veliko cerkev in ko zapustiš cerkev in se vključiš v skupnost, postaneš velika žrtev. Sprijaznimo se, Hollywood je popolnoma drugačen od Franklina, Tennessee.«
Leta 2008 je Miley Cyrus zaslužila 25 milijonov $, leto prej pa 17 milijonov $, zaradi česar se je uvrstila na petintrideseto mesto Forbesove lestvice »najvplivnejših ljudi«. Revija Parade jo je označila za najbogatejšo najstnico in napovedala, da bo do konca leta s svojo franšizo zaslužila 1 milijardo $. S povečanim uspehom je Miley Cyrus dobila tudi povečano pozornost medijev. V maju 2008 je v intervjuju z revijo The Los Angeles Times Francois Navarre, imetnik agencije X17 dejal, da se je prodaja del Miley Cyrus dvignila po izidu slike za revijo Vanity Fair: »Začela je prodajati več. [...] Včasih je bilo to 300 $, danes je 2.000 $ za fotografijo.« Vrednost slik prvega poljuba takrat petnajstletne Miley Cyrus so ocenili na 30.000 do 150.000 $. Francois Navarre je dejal, da se je Miley Cyrus redko obnašala drugače, kakršno jo prikazuje javnost, da je redko odšla ven brez staršev in povedal tudi: »Je več ljudi, ki čaka na trenutek, ko bo prenehala biti tako tradicionalna. [...] Je naravno. Pri vsakem najstniku. Vendar bo to prišlo kmalu. [...] Kakor hitro ji bo mama pustila iti sami ven. Postalo bo zanimivo.« Revija Time jo je uvrstila na svoj seznam Time 100, seznam 100 najvplivnejših ljudi na svetu. Njeno predstavitev je napisala bivša otroška zvezdnica, Donny Osmond, ki je napisala: »Kot idol najstnikom po vsem svetu pevka in igralka Miley Cyrus, 15, jaha ogromen plimni val, ki jo bo popeljal na vrh kariere; to je tako, kakor bi moralo biti. Upam, da uživa. [...] V roku treh ali petih let se bo Miley morala soočiti z odraslostjo. Karkoli dela, da bi spremenila svojo podobo, se bo v spremembi soočila s stisko.«
Miley Cyrus je svoj proslavila v Disneylandu z dobrodelnim podjetjem Youth Service America, organizacijo mladih prostovoljcev.
8. oktobra 2009 je Miley Cyrus izbrisala svoj račun na Twitterju, kot razlog za dejanje pa je navedla to, da si želi več zasebnosti. Reviji Parade je povedala: »Svoj račun na Twitterju sem izbirsala zato, ker sem tam napisala, da verjamem v zakon med istospolnima partnerjema, saj bi vsi morali imeti radi vse in sem potem dobila sovražno pismo, v katerem je nekdo napisal, da sem slaba oseba.« Miley Cyrus je bila na strani zelo popularna; njen račun si je, preden ga je izbrisala, ogledalo 2 milijona ljudi.
Ob koncu leta 2009 je revija Billboard Miley Cyrus označila za četrto najbolje prodajano žensko ustvarjalko in peto najbolje prodajano pevko. Revija Forbes ji je dodelila devetindvajseto mesto na svoji lestvici »najvplivnejših ljudi«, saj je zaslužila 25 milijonov $.
26. oktobra 2010, manj kot mesec dni pred osemnajstim rojstnim dnem Miley Cyrus, je njen oče vložil zahtevo za ločitev od njene mame iz Tennesseeja, za razlog pa je navedel »nepremostljive razlike«. V izjavi za revijo People je Billy Ray Cyrus naslednji dan oznanil razhod, par pa je povedal: »Kot si lahko predstavljate, je naši družini trenutno zelo težko. Poskušamo urediti nekaj osebnih zadev. Cenimo vaše pozitivne misli in molitve.« Kakorkoli že, 18. marca 2011 je Billy Ray Cyrus v pogovorni oddaji The View oznanil, da sta z ženo opustila ločitev in prekinila ločitveni postopek.

### Kontroverznost
V decembru 2007 se je začela kratka kontroverznost, ko je Miley Cyrus preko privatnega računa na MySpaceu objavila sliko, ki prikazuje njo in njeno žensko prijateljico, ki si delita isto sladkarijo. Slika je hitro potovala po internetu. »Sama sem o sliki menila: To sta dve dekleti - saj ni takšna stvar. Vendar je slika hitro potovala okoli. Nekdo jo je, na primer, kopiral in poslal naprej in rekel: O, moj bog, poglej si to in bla bla bla,« je dejala Miley Cyrus.
V aprilu 2008 so se na internetu pojavile mnoge fotografije Miley Cyrus v njenem spodnjem perilu in kopalkah, ki jih je objavila oseba, ki je vlomila v njej račun na Gmailu. Miley Cyrus je slike opisala kot »neumne, neprimerne fotografije« in dejala: »Delala bom napake in nisem popolna. Nikoli ne nameravam za nič od tega, da se bo zares zgodilo in zelo mi je žal, če sem koga razočarala.«
25. aprila 2008 je Entertainment Tonight poročal, da je Miley Cyrus pozirala brez majice za revijo Vanity Fair. Ko se fotografija pojavi v javnosti, je na njej prikazana Miley Cyrus z golim hrbtom, sprednji del pa prekriva rjuha. Fotografirala jo je fotografinja Annie Leibovitz. Vse fotografije so bile 27. aprila 2008 objavljene na spletni strani revije New York Times. 29. aprila 2008 je New York Times pojasnil, da četudi slika daje takšen vtis, Miley Cyrus pod rjuho pravzaprav ni bila brez majice. Nekateri starši so izrazili ogorčenje nad stilom fotografije, Disney pa kasneje pojasni, da »je bila slika posneta zato, da bi prodali čim več izvodov revije«. Gary Marsh, vodja Disney Channel Worldwide je za revijo Portfolio povedal: »Miley Cyrus je trenutno pred pomembno odločitvijo v karieri, ki bo zelo vplivala na njen posel in v kateri se mora odločiti, ali bo za vedno obdržala obraz 'pridne punčke'. Starši so jo spremenili v boginjo! Če zdaj zapravi to zaupanje, ga ne bo dobila nazaj.«
Zaradi internetnega razburjenja glede slike in velike medijske pozornosti se je Miley Cyrus 27. aprila 2008 javno opravičila: »Fotografijo sem posnela, ker sem želela biti 'ustvarjalna' in zdaj, ko gledam slike in berem vse zgodbe v časopisih, mi je zelo nerodno. Nisem nameravala povzročiti tega, kar sem, in vsem svojim oboževalcem, za katere me zelo skrbi, se globoko opravičujem.« Tudi Leibovitzova je objavila opravičilo: »Žal mi je, da ste si mojo upodobitev Miley razlagali napačno. Fotografija se mi je zdela preprosta, klasični portret, posnet z zelo malo ličili in sama menim, da je bil zelo lep.« 28. aprila 2008 je revija Vanity Fair objavila intervju z Miley in njenim očetom, Billyjem Rayjem Cyrusom, tako kot fotografijo na njihovi spletni strani. Sodeč po intervjuju so starši Cyrusove prisotni pri snemanju fotografij. Ideja za poziranje z rjuho je bila ideja fotografinje. Ko so jo vprašali, če ji je bilo med snemanjem nerodno, je Miley Cyrus v intervjuju z Bruceom Handyjem dejala: »Ne, mislim, na sebi sem imela veliko odejo. In menila sem, da to izgleda lepo in zares naravno. Vse skupaj je bilo precej ustvarjalno. Ni se mi zdelo umazano ali kaj podobnega ... In Annie sploh ne moreš reči ne. Tako ljubka je! Na obraz dobi izraz žalostnega kužka in enostavno moraš reči 'v redu'.« 2. decembra 2008 je revija TV Guide objavila, da se Cyrusova zanima za ponovno sodelovanje z Leibovitzo v prihodnosti in da celo sama razmišlja, da bi začela s fotografsko kariero. »To je nekaj, kar bi lahko počela vse življenje. Želim si postati fotografinja... Študirati bi odšla v London. Slišala sem, da imajo tam enkratne šole in zares bi se rada vpisala na eno izmed njih!«
V maju 2009 je Gossett, dolgoletni agent Miley Cyrus, zapustil agencijo Cunningham Escott Slevin Doherty in se pridružil agenciji United Talent Agency, po podatkih revije The Hollywood Reporter delno zato, ker je upal, da bo ta agencija »Cyrusovi omogočila večjo podporo ob širjenju njene kariere.« Leto dni pozneje, v juniju 2009, je Miley Cyrus zapustila oboje, Gossetta in agencijo UTA in sklenila pogodbo za snemanje filma Poslednja pesem ter za snemanje četrte sezone serije Hannah Montana in se pridružila agenciji Creative Artists Agency, ki jo je že zastopala na glasbenem področju. Nikki Finke je komentirala: »Je to pošteno do UTA? Seveda ne. Vendar sem slišala, da se je tako odločila Mileyjina mama, Trish Cyrus.«
Nastop Miley Cyrus s pesmijo »Party in the U.S.A.« na podelitvi nagrad Teen Choice Awards 10. avgusta 2009 je spodbudil pravo razburjenje. Kritiki so se pritoževali nad izzivalnim plesom in tem, da je plesala na vrhu vozička za sladoled, zaradi česar so Cyrusovo obtožili, da se roga ameriški kulturi. Nekateri kritiki so napisali tudi negativno primerjavo z Britney Spears, ki pa jih je Cyrusova celo pozdravljala. Ostali so Miley Cyrus branili. Nekateri so bili mnenja, da je Miley Cyrus že tvegala kontroverznost s slikami za Vanity Fair. Njena založba, Hollywood Records, in The Walt Disney Company, ki med drugim tudi producira televizijsko serijo Hannah Montana, nista komentirala njenega nastopa, Disney Channel pa je povedal, da je bil njen nastop popolnoma primeren za otroke od šestega do štirinajstega leta. Kanal Fox Network, ki je oddajal podelitev nagrad, ni podal nobenega komentarja, razen potrditve, da bo tudi ta nastop še vseeno vključen v njihovo oddajanje slovesnosti. Ian Drew, glavni urednik revije US Weekly, je povedal: »Že tako njen ugled visi na nitki, zato to ni bila najbolj strateška poteza. Tako je začela Britney [Spears]. Bila je dobro dekle, ki se je pokvarilo in izgleda, da bo tako tudi z Miley.« Miley Cyrus so tistega leta kritizirali tudi zato, ker je hodila z Justinom Gaston, ki je bil pet let starejši od nje in zaradi fotografije, na kateri se je pačila in »raztegovala oči«, kar so nekateri razumeli kot žaljitev azijske družbe. Miley Cyrus se je opravičila za fotografijo preko svoje spletne strani, kjer je svoja dejanja branila z besedami: »NIKAKOR se nisem norčevala iz katere koli narodnosti!«
12. maja 2010 je TMZ izdal video, na katerem Miley Cyrus, takrat stara šestnajst let, pleše v naročju štiriinštiridesetletnega Adama Shankmana, producenta filma Poslednja pesem. Video je bil posnet med zabavo za njen film. Njen oče, Billy Ray, jo je branil in rekel, da se je Miley »samo zabavala« in da je »to nekaj, kar ljudje njenih let pač počnejo«. Kasneje tistega decembra je TMZ objavil posnetek, na katerem Miley Cyrus kadi pipo. Sama je trdila, da je kadila psihoaktivno rastlino, imenovano salvia divinorum, čeprav tega ni potrdil nihče drug. Salvia je v Kaliforniji legalna in Miley Cyrus je bila v času, ko so videospot posneli, že polnoletna. Njen oče je svojo žalost glede dogodka izrazil preko Twitterja, kjer je napisal: »Vsem se opravičujem. Niti sanjalo se mi ni. Tudi sam sem to stvar pravkar videl. Tako žalosten sem. Vse skupaj mi je ušlo izpod nadzora.«

### Razmerja
Septembra 2008 je Miley Cyrus v intervjuju z revijo Seventeen govorila o svojem razmerju z Nickom Jonasom, s katerim je hodila dve leti. Dejala je, da sta bila »zelo zaljubljena«, vendar sta se proti koncu »veliko prepirala.« Razmerje se je končalo leta 2007. Po razhodu je Miley Cyrus povedala, da se je vztrajno »upirala vsemu, kar je Nick želel od mene, da bi bila. In potem sem ugotovila, da moram biti nekaj časa sama in ugotoviti, kdo sem.«
V februarju 2008 sta Cyrusova in njena prijateljica, Mandy Jiroux (ki je tudi njena plesalka v ozadju) začeli ustvarjati videe za YouTube, ki sta jih poimenovali kot The Miley and Mandy Show. Videe, opisani kot »uspešnica na YouTubeu«, sta Cyrusova in Jirouxova začeli snemati zaradi zabave, večinoma pa sta jih snemali v Mileyini spalnici. Miley Cyrus je bila učlanjena tudi na Twitter; njeno stran si je ogledalo pribljižno 2 milijona gledalcev, vendar jo je Miley Cyrus izbrisala 8. oktobra 2009.
Junija 2009, tik preden je odletela v Georgio na snemanje filma Poslednja pesem, je Miley Cyrus končala devetmesečno razmerje s skoraj pet let starejšim fotomodelom za spodnje perilo, Justinom Gastonom. V marcu leta 2010 je Miley Cyrus potrdila, da je začela hoditi s svojim sodelavcem iz filma Poslednja pesem, Liamom Hemsworthom. Kasneje je Liama Hemswortha označila za svojega »prvega resnega fanta«. V avgustu leta 2010 je Miley Cyrus potrdila, da sta se z Liamom Hemsworthom razšla. Miley Cyrus in Liam Hemsworth sta se v javnosti zopet pojavila skupaj mesec dni pozneje in sta po poročilih spet skupaj. Novembra 2010 so objavili, da se je par že drugič razšel.
Ponovno se je začelo govoriti, da sta spet skupaj, decembra 2015, ko naj bi Miley božične in novoletne praznike preživela z družino Hemsworth  govori pa se že celo o poroki, ki naj bi se zgodila že to leto.
Marca 2011 sta tudi Billy Ray Cyrus in Tish Cyrus uradno ustavila ločitveni postopek.
Cyrus pravi, da je pripravljena biti v razmeru s komerkoli, ki jo ima iskreno rad, in da ji spol potencialnega partnerja ali partnerke ni pomemben.

## Diskografija

### Albumi
- Meet Miley Cyrus (2007)
- Breakout (2008)
- Can't Be Tamed (2010)
- Bangerz (2013)
- Miley Cyrus & Her Dead Petz (2015)
- Younger Now (2017)
- She Is Coming (2019)
- Plastic Hearts (2020)
- Endless Summer Vacation (2023)
- Something Beautiful (2025)

### EP-ji
- The Time Of Our Lives (2009)

### Albumi v živo
- Hannah Montana & Miley Cyrus: Best of Both Worlds Concert (2008)
- iTunes live from London (2009)

### Kot Hannah Montana
- Hannah Montana (2006)
- Hannah Montana 2 (2007)
- Hannah Montana: The Movie (2009)
- Hannah Montana 3 (2009)
- Hannah Montana Forever (2010)

## Turneje
- »Best of Both Worlds Tour« (2007-2008)
- »Wonder World Tour« (2009)
- »Gypsy Heart Tour« (2011)

## Filmografija

### Filmi
| Filmi | Filmi                                                     | Filmi                    | Filmi                                    |
| Leto  | Naslov                                                    | Vloga                    | Opombe                                   |
| ----- | --------------------------------------------------------- | ------------------------ | ---------------------------------------- |
| 2003  | Velika riba                                               | Mlada Ruthie             | Manjša vloga                             |
| 2007  | Srednješolski 2                                           | Dekle pri bazenu         | Cameo                                    |
| 2008  | Hannah Montana & Miley Cyrus: Best of Both Worlds Concert | Ona                      | Koncertni film                           |
| 2008  | Bolt                                                      | Penny                    | Glasovna vloga/Glavna vloga              |
| 2009  | Hannah Montana: The Movie                                 | Miley Stewart            | Glavna vloga                             |
| 2010  | Poslednja pesem                                           | Veronica "Ronnie" Miller | Glavna vloga                             |
| 2010  | Seks v mestu 2                                            | Ona                      | Cameo pojav                              |
| 2011  | LOL: Laughing Out Loud                                    | Lola                     | Različica francoskega filma Glavna vloga |
| 2011  | Nikoli ne reci nikoli                                     | Ona                      | Cameo pojav                              |
| 2011  | So Undercover                                             | Molly                    | Končano snemanje                         |

### Televizija
| Televizija | Televizija               | Televizija      | Televizija |
| Leto       | Naslov                   | Vloga           | Opombe |
| ---------- | ------------------------ | --------------- | --- |
| 2001–2003  | Doc                      | Kylie           | Stranska vloga |
| 2006–danes | Hannah Montana           | Miley Stewart   | Glavna vloga |
| 2006       | Paglavca v hotelu        | Miley Stewart   | »That's So Suite Life of Hannah Montana« (serije That's So Raven, Hannah Montana in Paglavca v hotelu skupaj) (sezona 2, epizoda 20)       |
| 2007       | Urad za nadomeščanje     | Celebrity Starr | Glasovna vloga, »Frog Prince« (sezona 2, epizoda 5)                                                                                        |
| 2007       | The Emperor's New School | Yata            | Stranska vloga, glas |
| 2008       | Studio DC: Almost Live   | Ona             | |
| 2009       | Paglavca na krovu        | Miley Stewart   | »Wizards on Deck with Hannah Montana« (serije Čarovniki s trga Waverly, Hannah Montana in Paglavca na krovu skupaj) (sezona 1, epizoda 21) |